# Enteucha snaddoni
Enteucha snaddoni là một loài bướm đêm thuộc họ Nepticulidae. Nó được miêu tả bởi Puplesis và Robinson năm 2000. Loài này có ở Belize.